# 小行星4969
小行星4969（英語：4969 Lawrence）是一颗围绕太阳公转的小行星。1986年10月4日，埃莉諾·赫琳在帕洛马山发现了此天体。
这颗小行星的绝对星等为245.43753等。